# Урядовий уповноважений з питань антикорупційної політики
Урядовий уповноважений з питань антикорупційної політики — колишня посадова особа в структурі Кабінету Міністрів України, яка забезпечувала підготовку і подання Уряду пропозицій щодо спрямування і координації роботи органів виконавчої влади із запобігання і протидії корупції.

## Статус
Призначається на посаду та звільняється з посади Кабінетом Міністрів України за поданням Прем'єр-міністра України.
До 2011 року Урядовим уповноваженим могла бути особа, яка є громадянином України, має вищу юридичну освіту, стаж роботи в галузі права не менш як п'ять років. З 2013 року особливих вимог до кандидатури Уповноваженого не встановлено.
До 2011 року діяльність Урядового уповноваженого забезпечував його апарат, який був структурним підрозділом Секретаріату Кабінету Міністрів України. Керівник та працівники апарату Урядового уповноваженого призначалися на посаду і звільнялися з посади Міністром Кабінету Міністрів України за поданням Урядового уповноваженого. З 2013 року забезпечення діяльності Урядового уповноваженого здійснюється відповідним структурним підрозділом Секретаріату Кабінету Міністрів України.
Посада «Заступник Міністра — Урядовий уповноважений» ліквідована Розпорядженням КМУ від 7 лютого 2011 р. № 86-р.
Посада зі зміненим статусом відновлена Постановою КМУ від 04.12.2013 р. № 949. — Постанова втратила чинність на підставі Постанови КМ № 564 від 23.08.2016

## Компетенція
1. розроблення і внесення Кабінетові Міністрів України пропозицій щодо:
  - визначення основних напрямів державної антикорупційної політики
  - координації діяльності центральних органів виконавчої влади з реалізації державної антикорупційної політики;
  - реалізації державної антикорупційної політики;
2. організація проведення міжвідомчою експертною групою антикорупційної експертизи проектів нормативно-правових актів, що подаються на розгляд Кабінету Міністрів України, та підготовка висновків для розгляду відповідними урядовими комітетами, а у разі потреби — Кабінетом Міністрів України;
3. проведення системного аналізу:
  - діяльності центральних органів виконавчої влади у сфері запобігання та протидії корупції із здійсненням комплексу заходів щодо їх узгодженої роботи у зазначеній сфері;
  - законодавства з метою виявлення норм, реалізація яких може призвести до корупційних проявів, з підготовкою пропозицій щодо розроблення проектів нормативно-правових актів у сфері запобігання та протидії корупції та участю у розробленні таких актів;
  - статистичних даних та іншої інформації про здійснення заходів із запобігання та протидії корупції, зокрема таких, що вживаються центральними органами виконавчої влади відповідно до їх повноважень, з метою виявлення факторів, які сприяють корупційним проявам, і підготовки пропозицій щодо їх усунення;
4. взаємодія з центральними і місцевими органами виконавчої влади, їх територіальними підрозділами, іншими органами державної влади, органами місцевого самоврядування, підприємствами, установами та організаціями, об'єднаннями громадян з питань реалізації державної антикорупційної політики;
5. співпраця з Групою держав Ради Європи проти корупції (GRECO), іншими міжнародними організаціями з питань антикорупційної політики;
6. залучення до формування та реалізації державної антикорупційної політики інститутів громадянського суспільства та сприяння співпраці з ними органів виконавчої влади; формування при Урядовому уповноваженому громадської ради з питань державної антикорупційної політики та забезпечення її діяльності;
7. інформування громадськості;
8. налагодження співпраці з комітетами Верховної Ради України;
9. дослідження з проблем, пов'язаних з корупцією;
10. розміщення в засобах масової інформації матеріалів, що стосуються запобігання та протидії корупції;
11. узагальнення інформації центральних органів виконавчої влади про здійснення заходів з реалізації державної антикорупційної політики і подання щорічного звіту Кабінетові Міністрів України та його копій до відповідних органів виконавчої влади та Генеральної прокуратури України. Зазначений звіт надсилається також до відома Президентові України та Верховній Раді України.

## Права
Урядовий уповноважений має право:
1. звертатися із запитами до центральних і місцевих органів виконавчої влади, інших державних органів, органів місцевого самоврядування та отримувати інформацію, необхідну для виконання покладених на нього завдань;
2. брати участь в засіданнях колегій міністерств, інших центральних і місцевих органів виконавчої влади під час розгляду питань, що стосуються запобігання та протидії корупції;
3. залучати спеціалістів центральних і місцевих органів виконавчої влади, підприємств, установ та організацій (за погодженням з їх керівниками) для розгляду питань, що належать до його компетенції;
4. ініціювати утворення робочих груп з підготовки проектів нормативно-правових актів, проведення їх антикорупційної експертизи; скликати наради з питань, що належать до його компетенції;
5. вносити центральним органам виконавчої влади пропозиції щодо залучення на договірних засадах науковців і експертів для розроблення проектів нормативно-правових актів, проведення їх антикорупційної експертизи, досліджень з проблем, пов'язаних з корупцією, організовувати розміщення замовлення на проведення таких досліджень;
6. використовувати у своїй діяльності методичні та методологічні розробки і бази даних Мін'юсту, інших центральних органів виконавчої влади;
7. передавати у разі виявлення фактів, що можуть свідчити про корупційні порушення, органам, які проводять боротьбу з корупцією, відповідні матеріали та одержувати інформацію за результатами їх розгляду.
8. Урядовий уповноважений включається до складу урядових комітетів та має право брати участь у засіданнях Кабінету Міністрів України.

## Урядові уповноважені з питань антикорупційної політики
- Сухов Юрій Миколайович — з 24 квітня 2009[4]
- Богдан Андрій Йосипович — 19 грудня 2010 призначений заступником Міністра Кабінету Міністрів України — Урядовим уповноваженим з питань антикорупційної політики, згідно з розпорядженням КМУ від 17.03.2010 № 453-р[5].
- Чорновол Тетяна Миколаївна — Розпорядженням Кабінету Міністрів України від 5 березня 2014 р. № 120-р призначена на посаду Урядового уповноваженого з питань антикорупційної політики[6].